# Podgajce
Podgajce (horvátul: Podgajci Podravski 1890-ig Podgajci) falu Horvátországban, Eszék-Baranya megyében. Közigazgatásilag Alsómiholjáchoz tartozik.

## Fekvése
Eszéktől légvonalban 37, közúton 43 km-re északnyugatra, községközpontjától 8 km-re délkeletre, a Szlavóniai-síkságon, a Dráva jobb partja közelében, a Dráva holtága és a Karasica között, az Alsómiholjácról Eszékre menő út mentén fekszik.

## Története
A település neve a szláv „gaj” (liget, erdőcske) főnévből származik és azt jelenti, hogy egy ligetes hely alatt települt emberek faluja. Helynévi formában Podgajci elnevezés Ligetalját jelent. A régészeti leletek szerint ez a hely már az ókorban lakott volt, amikor itt vezetett át a Mursáról Ptujra menő kereskedelmi és hadiút. Ennek megfelelően Eszék és Podgajci között számos pénzlelet is előkerült. A falutól északkeletre fekvő szőlőhegyen, a „Selište” nevű helyen ókori lelőhely található. Két középkori lelőhely is található a határában bizonyítva, hogy területe a középkorban is lakott volt. A „Staklenci” nevű lelőhely a falutól északra, a „Staro selo” lelőhely pedig a Vladimir Nazor utcától délre, a Bočkincire menő úttól nyugatra található. A lelőhely nevéből (ófalu) ítélve ez lehetett a középkori Podgajci helye, melyről azonban írásos forrás nem azonosítható. A középkori település a török uralom idején elnéptelenedett.
A 16. században kálvinista magyarok éltek itt, majd a török kiűzése után Boszniából katolikus sokácok vándoroltak be. Kezdetben a valpói, később pedig az alsómiholjáci uradalom része lett. Birtokosa a Hilleprand von Prandau család volt. A család maradt a birtokosa egészen 1865-ig, amikor Hilleprand von Prandau Károly gyermektelenül halt meg. Ekkor Gusztáv testvérének lánya Stefánia lett a miholjáci uradalom birtokosa, aki Mailáth György felesége lett. Ezután a Mailáth család birtoka volt 1923-ig, amikor a család itteni birtokait a jugoszláv állam elvette.
Az első katonai felmérés térképén „Podgaicze” néven található. Lipszky János 1808-ban Budán kiadott repertóriumában „Podgajcze” néven szerepel. Nagy Lajos  1829-ben kiadott művében „Podgaicze” néven 98 házzal, 617 katolikus vallású lakossal találjuk.
1857-ben 682, 1910-ben 909 lakosa volt. Verőce vármegye Alsómiholjáci járásához tartozott. Az 1910-es népszámlálás adatai szerint lakosságának 89%-a horvát, 7%-a magyar, 3%-a német anyanyelvű volt. Az első világháború után 1918-ban az új szerb-horvát-szlovén állam, majd később (1929-ben) Jugoszlávia része lett. 1991-ben lakosságának 99%-a horvát nemzetiségű volt. 2011-ben a falunak 651 lakosa volt.

## Lakossága
| Lakosság változása | Lakosság változása | Lakosság változása | Lakosság változása | Lakosság változása | Lakosság változása | Lakosság változása | Lakosság változása | Lakosság változása | Lakosság változása | Lakosság változása | Lakosság változása | Lakosság változása | Lakosság változása | Lakosság változása | Lakosság változása |
| ------------------ | ------------------ | ------------------ | ------------------ | ------------------ | ------------------ | ------------------ | ------------------ | ------------------ | ------------------ | ------------------ | ------------------ | ------------------ | ------------------ | ------------------ | ------------------ |
| 1857               | 1869               | 1880               | 1890               | 1900               | 1910               | 1921               | 1931               | 1948               | 1953               | 1961               | 1971               | 1981               | 1991               | 2001               | 2011               |
| 682                | 683                | 667                | 761                | 842                | 909                | 887                | 958                | 977                | 1.041              | 1.016              | 975                | 808                | 750                | 743                | 651                |

## Gazdaság
A lakosság többsége mezőgazdasággal és állattartással foglalkozik.

## Nevezetességei
Tours-i Szent Márton tiszteletére szentelt római katolikus plébániatemploma 1795-ben épült barokk-klasszicista stílusban. A 19. században meghosszabbították, hajóját szélesítették, valamint emeletes sekrestyét és harangtornyot építettek hozzá. Egyhajós épület, sokszögletű szentéllyel. A sekrestye a szentély keleti oldalához csatlakozik, a neogótikus, piramis alakú toronysisakkal fedett harangtorony a főhomlokzat felett magasodik.

## Kultúra
„Napredak” Podgajci Podravski kulturális és művészeti egyesület.

## Oktatás
A faluban a „Hrvatski sokol” általános iskola működik. Az első iskolát 1836-ban alapították a településen. A régi iskolaépület még vályogból épült 1835-ben, de az új iskolaépületet 1902-ben már égetett téglából építették. Az épület állagának romlásával 1979-ben megszűnt itt a tanítás és a tanulók Alsómiholjácra jártak iskolába. 1999-ben az új iskola felépítésével a tanítás helyben folytatódhatott. A 16 osztályba ma mintegy 250 tanuló jár.

## Sport
- NK Slavonija Podgajci Podravski labdarúgóklubot 1928-ban alapították. Jelenleg nem működik.
- ŠRU „Šaran” sporthorgász egyesület.

## Egyesületek
- A DVD Podgajci Podravski önkéntes tűzoltó egyesületet 1933-ban alapították.
- LD „Fazan” vadásztársaság.